# Лукань Калина Дмитрівна
Калина Дмитрівна Лукань (псевдо: «Галина», «Ч-11»; 1925, село Кобаки, нині Косівський район, Івано-Франківська область — 1951, Химчин, Косівський район, Івано-Франківська область) — українська військова діячка, секретарка Косівського районового проводу ОУНР.

## Життєпис
Народилася у 1925 році в селі Кобаки (Косівський р-н, Івано-Франківська обл.).
У 1942 році, разом із молоддю села Кобаки, була в місцевому драматичному гуртку. Під цим приводом збиралася разом з молоддю та обговорювала всі важливі події в краю. Неодноразово рятувала односельчан, сповіщаючи про заплановані «акції» каральних органів проти місцевого населення. Отримувала відомості від свого чоловіка Романа Ящука—"Скидана" (комендант поліції в Рожнові, член ОУН), разом з ним у 1943 році пішла в підпілля.
З 1943 року займала високі посади в агентурній сітці ОУН(р): керівник техланки референтури пропаганди Коломийського надрайонного проводу, згодом стала секретарем районного проводу ОУН Косівщини.

## Смерть
Загинула разом із чоловіком під час бою з опергрупою відділу 2-Н УМДБ Станіславської обасті у лісі біля с.Химчин в 1951 році, місце поховання невідоме.